# Tom Moone
Thomas Henry Moone, detto Tom (Ottawa, 6 novembre 1908 – Meredith, 27 luglio 1986), è stato un hockeista su ghiaccio statunitense.

## Palmarès

### Olimpiadi invernali
- Bronzo a Garmisch-Partenkirchen 1936 nell'hockey su ghiaccio.